# فرانك في. دودلي
فرانك في. دودلي (بالإنجليزية: Frank V. Dudley)‏ هو رسام أمريكي، ولد في 14 نوفمبر 1868 في ديلافان في الولايات المتحدة، وتوفي في 5 مارس 1957 في إلينوي في الولايات المتحدة.